# Hate Me!
Hate Me! es una canción de la banda Finlandesa de Melodic Death Metal, Children of Bodom, se lanzó como sencillo de su tercer álbum de estudio Follow the Reaper 

## Lista de canciones
| N.º | Título                     | Escritor(es) | Duración |  |
| 1.  | «Hate Me!»                 |              | 4:47     |  |
| 2.  | «Hellion» (W.A.S.P. Cover) |              | 3:00     |  |

- Datos: Q4994336